# ÖHB-Pokal der Frauen 2024/25
Der ÖHB-Pokal der Frauen 2020/21 war die 38. Austragung des österreichischen Handballpokalwettbewerbs für Vereinsmannschaften der Frauen.

## Hauptrunden

### 1. Runde
| Datum, Uhrzeit           | Heimmannschaft                                          | Ergebnis          | Gastmannschaft                       |
| ------------------------ | ------------------------------------------------------- | ----------------- | ------------------------------------ |
| 12. Okt. 2024, 15:00 Uhr | Perchtoldsdorf Devils (2L) 8 Mausz                      | 28 : 39 (11 : 18) | UHC Tulln (1L) 11 Hart               |
| 12. Okt. 2024, 16:00 Uhr | SK Traun (2L) 10 Neumeister                             | 29 : 32 (14 : 15) | HC BW Feldkirch (1L) 8 Sieber        |
| 12. Okt. 2024, 17:00 Uhr | SG Handball Tirol/SVO Handball Innsbruck (LL) 9 Petrova | 24 : 27 (9 : 11)  | SSV Dornbirn Schoren (1L) 9 Gladovic |
| 12. Okt. 2024, 19:00 Uhr | UHC Gänserndorf (RL) 6 Schmid                           | 22 : 31 (13 : 17) | GKL Krems - Langenlois (2L) 5 Music  |
| 13. Okt. 2024, 14:00 Uhr | WAT Fünfhaus (LL) 8 Solleder                            | 23 : 40 (9 : 20)  | UHC Eggenburg (2L) 9 Gyetko          |
| 13. Okt. 2024, 18:00 Uhr | Alpla HC Hard (LL) 3 Lang, Ratz, Thaler                 | 17 : 41 (10 : 19) | HIB Handball Graz (1L) 10 Schieber   |

### Achtelfinale
| Datum, Uhrzeit           | Heimmannschaft                                | Ergebnis          | Gastmannschaft                                             |
| ------------------------ | --------------------------------------------- | ----------------- | ---------------------------------------------------------- |
| 25. Jan. 2025, 15:30 Uhr | Union St. Pölten (1L) 11 Maticevic            | 31 : 25 (16 : 14) | HC BW Feldkirch (1L) 7 Panayotova                          |
| 25. Jan. 2025, 17:00 Uhr | UHC Hollabrunn (2L) 14 Danner                 | 30 : 32 (12 : 14) | SSV Dornbirn Schoren (1L) 10 Kovàcs                        |
| 25. Jan. 2025, 17:00 Uhr | SG TV Gleisdorf/HC Weiz (2L) 6 Nsoe           | 17 : 44 (9 : 24)  | UHC Tulln (1L) 14 Nejedlikova                              |
| 25. Jan. 2025, 17:00 Uhr | UHC Eggenburg (2L) 5 Gyetko, Gurtner          | 25 : 33 (13 : 12) | WAT Atzgersdorf (1L) 7 Brezenci                            |
| 25. Jan. 2025, 18:00 Uhr | Hypo NÖ (1L) 5 Milovanovic                    | 32 : 20 (20 : 11) | JAGS WV Wr. Neustadt (1L) 4 Tolic, Purkarthofer, Petrovics |
| 25. Jan. 2025, 18:30 Uhr | GKL Krems - Langenlois (2L) 7 Aschauer        | 33 : 35 (14 : 19) | UHC Stockerau (1L) 9 Michálková                            |
| 26. Jan. 2025, 16:00 Uhr | BT Füchse (1L) 8 Klaric                       | 32 : 20 (20 : 11) | MGA Fivers (1L) 6 Schlegel, Bures                          |
| 26. Jan. 2025, 17:00 Uhr | HIB Handball Graz (1L) 5 Trutschnig, Rossmann | 30 : 40 (16 : 22) | Union Korneuburg (1L) 8 Loibl                              |

### Viertelfinale
| Datum, Uhrzeit           | Heimmannschaft                                   | Ergebnis          | Gastmannschaft                     |
| ------------------------ | ------------------------------------------------ | ----------------- | ---------------------------------- |
| 22. Feb. 2025, 19:00 Uhr | UHC Tulln (1L) 4 Nejedlikova                     | 15 : 36 (9 : 17)  | Hypo NÖ (1L) 6 Kovacs              |
| 22. Feb. 2025, 19:00 Uhr | SSV Dornbirn Schoren (1L) 10 Zaric               | 26 : 28 (14 : 12) | Union Korneuburg (1L) 8 Klammer    |
| 23. Feb. 2025, 16:00 Uhr | UHC Stockerau (1L) 12 Michálková                 | 31 : 32 (13 : 13) | Union St. Pölten (1L) 14 Maticevic |
| 25. Feb. 2025, 19:00 Uhr | WAT Atzgersdorf (1L) 6 Gschwentner, Mustedanagic | 34 : 16 (18 : 9)  | BT Füchse (1L) 7 Klaric            |

### Halbfinale
| Datum, Uhrzeit           | Heimmannschaft                   | Ergebnis          | Gastmannschaft                             |
| ------------------------ | -------------------------------- | ----------------- | ------------------------------------------ |
| 22. März 2025, 19:00 Uhr | Hypo NÖ (1L) 8 Kovacs            | 36 : 24 (20 : 12) | Union Korneuburg (1L) 6 Achleitner         |
| 22. Feb. 2025, 19:00 Uhr | WAT Atzgersdorf (1L) 13 Brezenci | 41 : 29 (24 : 12) | Union St. Pölten (1L) 5 Maticevic, Hörhann |

## Finale
| WAT Atzgersdorf | WAT Atzgersdorf        | WAT Atzgersdorf | WAT Atzgersdorf | WAT Atzgersdorf | 28 (12) | - | 35 (21) | Hypo NÖ     | Hypo NÖ | Hypo NÖ    | Hypo NÖ              | Hypo NÖ      |
| --------------- | ---------------------- | --------------- | --------------- | --------------- | ------- | - | ------- | ----------- | ------- | ---------- | -------------------- | ------------ |
| Rückennummer    | Spieler                | Gelbe Karte     |                 | Rote Karte      | Tore    |   | Tore    | Gelbe Karte |         | Rote Karte | Spieler              | Rückennummer |
| 2               | Sandra Mahr            |                 | 1               |                 | 2       |   | 3       |             | 2       |            | Nora Leitner         | 3            |
| 4               | Lara Brezenci          |                 |                 |                 | 5       |   | 4       |             | 1       |            | Jovanna Milovanovic  | 4            |
| 6               | Anabel Cosic           |                 |                 |                 | 8       |   | 3       |             |         |            | Mirela Dedic         | 6            |
| 10              | Luca Tesche            |                 |                 |                 | 0       |   | 9       |             |         |            | Patricia Kovacs      | 9            |
| 12              | Laura Grießler         |                 |                 |                 | 0       |   | 3       |             |         |            | Andrea Pavkovic      | 10           |
| 19              | Lilli Gschwentner      |                 |                 |                 | 3       |   | 0       |             | 1       |            | Andrea Barnjak       | 13           |
| 20              | Djellza Hetemaj        |                 |                 |                 | 0       |   | 2       |             |         |            | Rebecca Chroust      | 14           |
| 21              | Nicole Ivkic           |                 |                 |                 | 0       |   | 0       |             |         |            | Petra Blazek         | 16           |
| 23              | Ines Mustedanacgic     |                 |                 |                 | 0       |   | 0       |             | 1       |            | Johanna Bauer        | 17           |
| 28              | Julia Emma Etzenberger |                 | 1               |                 | 0       |   | 1       | 1           | 1       |            | Aurelie Timi Egbaimo | 27           |
| 33              | Lilly Fehringer        |                 | 1               |                 | 3       |   | 0       |             |         |            | Nina Palvotic        | 28           |
| 37              | Isabel Janko           |                 |                 |                 | 0       |   | 3       |             |         |            | Lisa Splat           | 31           |
| 56              | Melanie Sujer          |                 | 2               |                 | 0       |   | 0       |             |         |            | Stephanie Recihl     | 32           |
| 81              | Alina Bohnen           |                 |                 |                 | 5       |   | 1       |             |         |            | Sonja Frey           | 48           |
| 94              | Krisztina Nagy         |                 |                 |                 | 2       |   | 3       |             |         |            | Eleonora Stankovic   | 89           |
| 96              | Anna-Maria Lauter      |                 |                 |                 | 0       |   | 3       |             |         |            | Jovana Stojanovic    | 94           |
| Trainer         | Olivier Haunhold       | 1               |                 |                 |         |   |         |             |         |            | Ferenc Kovacs        | Trainer      |

Schiedsrichter: Anze Kljajic  & Alen Markovic